# Международна независима комисия за разследване на Винишката трагедия
Международната независима комисия за разследване фактите и обстоятелствата около трагедията във Виница се състои от експерти по патоанатомия и съдебна медицина. Да се включат към нея са поканени единадесет страни в Европа, като само някои са членове на Тристранния пакт.

## Състав на комисията
Експертите са:
1. Д-р Зойнен; Гентски университет, Белгия.
2. Д-р Михайлов; Софийски университет, България.
3. Д-р Песонен; Хелзинкски университет, Финландия.
4. Д-р Дювоа; Парижки университет, Франция.
5. Д-р Кацаниджа; Милански университет, Италия.
6. Д-р Юрак; Загребски университет, Хърватия.
7. Д-р ден Портен; Амстердамски университет, Холандия.
8. Д-р Биркле от Букурещ, Румъния.
9. Д-р Хьоквист от Каролинския институт в Стокхолм, Швеция.
10. Д-р Кръсек от Братиславския университет, Словакия.
11. Д-р Орсоз от университета в Будапеща, Унгария.

## История
През 1943 г. във Виница е разкрит масов гроб. Разкриването му съвпада с разкриването на злодеянието, извършено в Катинската гора от части на НКВД. Абвера и СД започват разследване на обстоятелствата около трагедията. Предвид съюзническата пропаганда през този период от Втората световна война, ръководството на Райха решава освен създадената група от трима лекари (немец, руснак и украинец) (професор Герхард Шрьодер от университета в Хале, доцент Дорошенко от Виница и професор Малинин от Краснодар) за ексхумирането на телата, да бъде формирана и международна независима комисия от специалисти – авторитетни експерти в областта на патоанатомията и съдебната медицина за разследване на трагедията.

## Предварително проучване
След предварителното проучване на тричленката, предвид мащабите на трагедията, са поканени още 13 експерти от различни немски университети. С оглед на опасността да се изкривят фактите по трагедията от съюзническата пропаганда (и в частност от болшевишката такава) по време на войната, се решава да се формира паралелно и международна независима комисия за разследване фактите и обстоятелствата около трагедията във Виница.

## Масовите гробове
Разкопаването на разкрития масов гроб започва през май 1943 година на три различни места – в овощна градина на запад от града; в централните гробища и в народния градски парк. Повечето от телата са открити в овощната градина (5644 трупа). След началото на разкопаването на трите места са разкрити 91 масови гробове с 9432 тела, които са ексхумирани. От тях 149 са на жени. Разкопките в народния градски парк не приключват поради стремителното настъпление на Червената армия, въпреки че се предполага, че още много тела на жертви на сталинските репресии са погребани там.

## Заключение
Международната комисия посещава местата на масовите гробове между 13 и 15 юли 1943 г. Немската комисия завършва доклада си за работата на 29 юли същата година. И двете комисии установяват, че почти всички жертви са умъртвени с два изстрела в задната част на главата (тила) между 1937 и 1938 г.

## Други посещения на мястото на трагедията и огласяване на фактите
Освен международната експертна комисия, няколко други чуждестранни делегации посещават местата на масовите гробове във Виница през лятото на 1943 г. Сред тях са политици и други официални лица от България, Гърция, Дания, Финландия и Швеция. Снимки и резултатите от проучването са публикувани в редица страни в Европа. Благодарение на изнесените факти и обстоятелства около трагедията във Виница на българското общество му се прояснява какво може да очаква страната в случай на съветска окупация (виж Народен съд).

## Официално погребение на жертвите
Повечето от телата, след като са разпознати, са препогребани с църковна служба за заупокойна молитва от Одеския митрополит Висарион. На траурната служба присъстват много други епископи на православната църква и чуждестранни длъжностни лица.

## Паметник на жертвите и паметта за тях
На мястото на трагедията е издигнат паметник на жертвите на сталинския терор. По-късно съветските власти преобръщат мемориала в „паметник на жертвите на нацисткия терор“, след което напълно го премахват, а на мястото е изграден увеселителен парк. По времето на съветската власт в Съветския съюз и страните от Източния блок всяка информация за трагедията във Виница е табу. По това време единствено украинската диаспора на Запад се осмелява да коментира някои от подробностите по трагедията. Масовите убийства във Виница са официално забранена тема в Украйна до официалното прекратяване на правомощията на комунистическата партия на Съветския съюз на 29 август 1991 година.

## Възстановяване на паметника и паметта за жертвите
След възстановяване независимостта на Украйна паметникът на жертвите на червения терор е възстановен, а с него и паметта за жертвите.

## Memento mori
Българският представител в комисията д-р Михайлов е съден от трети състав на т.нар. Народен съд, където заявява, че протоколът на комисията не отразява истината и че обвинението срещу Съветския съюз е монтирано. Михайлов е оправдан, като му е приписана само „морална отговорност“. 

## Галерия
- Останки от жертва на терора
- Изпраните дрехи на жертвите, по които се извършва разпознаването
- Братската могила за препогребение на жертвите по православния канон